# Спасская, Вероника Сергеевна
Вероника Сергеевна Спасская (1933, Ленинград — 5 ноября 2011, Гавана) — филолог-испанист, переводчица

, литературный исследователь.

## Биография
Вероника Спасская родилась в 1933 году в Ленинграде, в семье писателя Сергея Дмитриевича Спасского и скульптора Софьи Гитмановны Спасской-Каплун. После ареста матери в 1938 году воспитывалась тётей, Кларой Гитмановной Каплун (1892—1953). В 1942 г. была эвакуирована по льду Ладожского озера, в 1950-е годы училась в Ленинградском, потом в Московском Государственном Педагогическом институте иностранных языков.
Работала на Сахалине, в Магадане, в ленинградском отделении Союза писателей, в московском издательстве «Художественная литература» и других учреждениях. С 1964 года переводила художественную литературу. Член Союза писателей. В 1987 году переехала на Кубу, где она работала переводчиком и редактором издательства «Хосе Марти», с 1995 года до последних дней работала в ЭСТИ (ESTI) — Бюро устных и письменных переводов. Много лет она сотрудничала с Центром изучений Марти, с Кубинским институтом книги, была членом УНЕАК (UNEAC) — Союз писателей и артистов Кубы. С 2009 года и до самых последних дней Вероника Сергеевна Спасская сотрудничала с издательством АСТ (Москва).
Она перевела с испанского на русский язык произведения многих латиноамериканских и испанских авторов, среди которых Хосе Мария Аргедас, Хулио Кортасар, Адольфо Бьой Касарес, и кубинских авторов: проза Хосе Марти, Хосе Лесамы Лима, Синтио Витьер, Элисео Диего, Доры Алонсо. В 1971 году Вероника Спасская подготовила первый сборник Кортасара «Другое небо» — первое официальное издание Кортасара на русском языке, по контракту с литературным агентством Кармен Бальсельс, к которому предъявлялись максимально высокие требования. Позднее сборник был переиздан, с поправками и новыми переводами. Для еще не опубликованного нового сборника Кортасара «Вокруг дня за 80 миров» («La vuelta al dia en ochenta mundos»), «Последний раунд» («Ultimo round») и «Неожиданные страницы» («Papeles inesperados») Вероника Сергеевна перевела несколько эссе и рассказов. Переведен и полностью подготовленный Вероникой Сергеевной сборник «Некто Лукас» («Un tal Lucas»). В последние месяцы Вероника Спасская готовила к изданию перевод Бьоя Касареса «Сон про героев». Проживая постоянно на Кубе, Вероника Сергеевна начала переводить с русского на испанский язык и редактировать переводы русских авторов, реализованные другими переводчиками. Она также участвовала на Кубе в ряде проектов, направленных на ознакомление произведений русских поэтов и прозаиков. Изданы несколько книг её переводов Александра Пушкина, сборник стихов Анны Ахматовой, книга «Пятнадцать русских поэтов», издательство Союз (UNION). В 2009 году издательство «Искусство и Литература» (Arte y Literatura) выпустило в её переводе книгу «Приключения графа Федора», автора Александра Чаянова. В 2010 на XIX Международной книжной выставке в Гаване Вероника Спасская была удостоена Диплома, признания за её работу в литературных переводах. Вероника Спасская была ответственной за переводы размышлений лидера кубинской революции Фиделя Кастро, переводила тексты героя Кубы Хосе Марти, президента Венесуэлы Уго Чавеса и других революционных деятелей. 5 ноября 2011 года после непродолжительной болезни она скончалась. Прах её рассеян, по её воле, в Ботаническом саду в пригороде Гаваны.